# Зозулин, Виктор Викторович
Ви́ктор Ви́кторович Зозу́лин (10 октября 1944, Москва — 16 августа 2022, Москва) — советский и российский актёр театра и кино, Народный артист Российской Федерации (2001).

## Биография
Родился 10 октября 1944 года в московской семье. В 1966 году с отличием окончил Театральное училище им. Б. Щукина (курс А. И. Борисова, педагоги — Ц. Л. Мансурова, А. А. Орочко, Ю. В. Катин-Ярцев, А. М. Поламишев, В. Г. Шлезингер).
Молодой актёр получил приглашение сразу в семь столичных театров, выбор пал на Театр имени Е. Б. Вахтангова. Одна из первых значительных работ в театре — ввод на роль Калафа в спектакле «Принцесса Турандот».
Также работал на радио и в звукозаписи чтецом. Был постоянным ведущим радиостанции «Юность». Участвовал во многих передачах «Театра у микрофона». Был одним из создателей литературно-развлекательных программ радиостанции «Надежда».
Лауреат конкурса творческой молодёжи г. Москвы. Лауреат премии МВД за чтецкий цикл книг В. Лаврова «Граф Соколов — гений сыска».
Был женат трижды. Третья жена — Марина Евгеньевна Скалкина, радиоведущая, сценарист, главный редактор радиостанции «Говорит Москва»
Скончался после продолжительной болезни 16 августа 2022 года на 78-м году жизни, в Москве. Похоронен на Хованском кладбище (Центральная территория, участок 170).

## Творчество

### Роли в дипломных спектаклях
- «Оглянись во гневе» Д. Осборна — Джимми Портер
- «Накануне» И. С. Тургенева — Берсенев
- «Копилка» Э. Лабиша — Эжен

### Роли в театре
- «Принцесса Турандот» К. Гоцци. Режиссёр восстановления: Р. Симонов — Калаф, Тимур (ввод)
- «Идиот» Ю. К. Олеши по одноимённому роману Ф. М. Достоевского. Режиссёр: А. Ремизова — Очаровательный князь (ввод, телеспектакль снят в 1979 году)
- «Маленькие трагедии» А. С. Пушкина. Режиссёр: Е. Симонов — Дон Гуан (ввод)
- «Иркутская история» А. Н. Арбузова. Режиссёр: Е. Симонов — Виктор Бойцов (ввод)
- «Дион» Л. Зорина. Режиссёр: Рубен Симонов — Глашатай (ввод)
- «Конармия» по рассказам И. Э. Бабеля. Режиссёр: Рубен Симонов  — белогвардейский офицер Маяковский (ввод, телеспектакль снят в 1975 году)
- 1968 — «На всякого мудреца довольно простоты» А. Н. Островского. Режиссёр: Александра Ремизова — Курчаев (телеспектакль снят в 1971 году)
- 1971 — «Антоний и Клеопатра» У. Шекспира. Режиссёр: Е. Симонов — Прокулей, приверженец Цезаря (телеспектакль снят в 1980 году)
- 1971 (?) — «Выбор» А. Н. Арбузова — Двойников
- 1974 — «Из жизни деловой женщины» А. Гребнева. — Аркадий Николаевич
- 1976 — «Ричард III» Шекспира. Режиссёры: Р. Н. Капланян и М. А. Ульянов — Сэр Ричард Рэтклиф (телеспектакль снят в 1982 году)
- 1978 — «День-деньской». Режиссёр: Евгений Симонов — Дмитрий Остапович Семеняка (телеспектакль)
- 1979 — «Великая магия» Э. Де Филиппо. Режиссёр: Мирослав Белович — Мариано де Альбино (телеспектакль снят в 1980 году)
- 1979 — «Мещанин во дворянстве» Мольера. Режиссёр: В. Шлезингер — Учитель танцев (телеспектакль снят в 1977 году)
- 1981 — «Мистерия-буфф» В. В. Маяковского. Режиссёр: Е. Р. Симонов — Кузнец-рабочий (телеспектакль снят в 1981 году)
- 1983 — «Будьте здоровы» П. Шено. Режиссёр: В. Шлезингер — Марешаль (телеспектакль снят в 1985 году)
- 1985 — «Скупщик детей» М. Гордеевой по мотивам романса Д. Херси. Режиссёр: М. А. Ульянов — Бродбент
- 1985 — «Три возраста Казановы» по М. И. Цветаевой. Режиссёр: Е. Симонов — Средний Казанова
- 1987 — «Брестский мир» М. Шатрова. Постановка Роберта Стуруа, режиссёр — Владимир Иванов — Троцкий
- 1988 — «Дело» А. В. Сухово-Кобылина. Режиссёр: П. Н. Фоменко — Весьма Важное Лицо
- 1991 — «Государь ты наш, батюшка» по «Детоубийце» Ф. Горенштейна. Режиссёр: П. Н. Фоменко — Пётр Толстой
- «Notre amour» («Наша любовь») (фантазия на тему французских песен).
- 1992 — «Женитьба Бальзаминова» А. Н. Островского. Режиссёр: Аркадий Кац — Чебаков
- 1993 — «Без вины виноватые» А. Н. Островского. Режиссёр: П. Н. Фоменко — Петя Миловзоров, первый любовник (телеспектакль снят в 1993 году)
- 1996 — «Пиковая дама» по повести А. С. Пушкина. Режиссёр: П. Н. Фоменко — Томский
- 1999 — «Воскрешение, или Чудо святого Антония» М. Метерлинка. Режиссёр: П. Н. Фоменко — Кюре
- 2000 — «Левша» по одноимённой повести Н. С. Лескова и пьесе Евгения Замятина «Блоха». Режиссёр: Александр Горбань — Государь-император
- 2002 — «Царская охота» Л. Зорина. Режиссёр: В. Иванов — Князь Голицын
- 2010 — «Без вины виноватые» А. Н. Островского. Режиссёр: П. Н. Фоменко — Григорий Львович Муров (ввод)
- 2011 — «Пристань» по мотивам произведений Б. Брехта, И. А. Бунина, Ф. М. Достоевского, Ф. Дюрренматта, А. Миллера, А. С. Пушкина, Э. Де Филиппо, У. Шекспира — Врач («Визит дамы» Ф. Дюрренматта). Постановка Римаса Туминаса, режиссёры: Анатолий Дзиваев, Владимир Ерёмин, Владимир Иванов, Алексей Кузнецов (телеспектакль снят в 2011 году)
- 2012 — «Бесы» Ф. М. Достоевского. Режиссёр: Ю. П. Любимов — Кармазинов

### Фильмография
- 1965 — Месяц май — приятель Наташи
- 1965 — Операция «Ы» и другие приключения Шурика — Костя, радиотехник, приятель «Дуба» во второй части «Наваждение»
- 1967 — Я вас любил… — ухажёр Лидии Николаевны
- 1969 — Король-олень — Леандр, сын Панталоне, брат Анджелы
- 1972 — Самый последний день — Анатолий, приятель Анны
- 1975 — Это мы не проходили — офицер флота
- 1978 — Тактика бега на длинную дистанцию — Сергей Ярцев
- 1980 — Ларец Марии Медичи — Арнольд да Сато, монах, папский легат в войске Монфора
- 1980 — Чрезвычайные обстоятельства — строитель
- 1983 — Тревожное воскресенье — Поль Намюр, механик бельгийского танкера «GENT», потомок русских эмигрантов
- 1984 — Прохиндиада, или Бег на месте — Виктор Викторович Потёмкин
- 1985 — Битва за Москву — Михаил Ефимович Катуков
- 1988 — Артистка из Грибова — Виталий
- 1991 — Пока гром не грянет — Юрий
- 1993 — Настя — участник праздничного мероприятия
- 1994 — Прохиндиада 2 — Виктор Викторович Потёмкин
- 2003—2008 — Возвращение Мухтара (1-4 сезоны) — Владимир Брусникин, отец Елены
- 2005 — Влюблённый агент. Не оставляйте надежду, маэстро! — дядя Боба, генерал
- 2008 — Пуля-дура — генерал Митрохин
- 2009 — Такова жизнь — Михаил, отец Соколова
- 2010 — Институт благородных девиц — Виктор Викторович Свиридов, путешественник
- 2013 — Кукловоды — Владимир Николаевич, депутат
- 2014 — Домик у реки — Виктор Викторович, клиент салона Инессы
- 2015 — Гудение шмеля — мужчина из дома престарелых

#### Телеспектакли
- 1967 — Курьер Кремля — Джон Рид
- 1968 — Солярис — Сарториус
- 1969 — Оперативная командировка — Мштава
- 1969—1981 — Кабачок «13 стульев» — пан Анджей
- 1969 — Фауст — Фрош
- 1971 — Тысяча душ — Медиокритский
- 1974 — Театр Клары Газуль — Мартинес
- 1977 — Человек с ружьём — Виталий
- 1978 — День-деньской — Семеняка
- 1979 — Господа Глембаи — гость на балу
- 1986 — Автопортрет (музыкальный телефильм)
- 1990 — После дуэли
- 2013 — Пиковая дама — Томский

### Озвучивание мультфильмов
1. 1975 — Медной горы хозяйка

### Озвучивание арт-видео
- «Сирень Серебряного века»[7] — арт-видео на стихи поэтов Серебряного века Всеволода Рождественского, Петра Евдошенко, Игоря Северянина и Александра Блока
- «Разговор через столетие»[8] (совместно с М.Е. Скалкиной)
- «Одиночество»[9] — арт-видео на стихи поэтов Серебряного века Валерия Брюсова и Ивана Бунина

### Озвучивание видеоигр
- 1998 — Аллоды: Печать тайны — Крестьянин
- 2000 — Дьявол-Шоу — Палач
- 2000 — Морские титаны[10]
- 2000 — Earth 2150[11]
- 2000 — Проклятые земли — Горт-Костолом, Хис, Балуддин
- 2001 — Демиурги — Брифинги в кампании Хаотов
- 2001 — Myth III: The Wolf Age — Рассказчик
- 2002 — S.W.I.N.E. — генерал Железный Клык
- 2002 — Aquanox — Дидди Шпенгер, Ласс Бормил, Вернер фон Пунш
- 2003 — Arx Fatalis — Ортьерн
- 2003 — Операция Silent Storm — Дуглас Риккеттс, Голос на базе стран оси
- 2003 — Блицкриг
- 2003 — Демиурги 2 — Альфа-100Ф «Сталь», Гротти, Альфа-400Д «Драчун»
- 2004 — Lionheart: Legacy of the Crusader
- 2004 — The Settlers: Heritage of Kings — Брат Джон, Бургомистр Оберкирха, Губернатор Бармеции, Монах, Старый шахтёр, Шрайбер
- 2005 — Shrek 2: The Game — Толстый рыцарь, Монго (Большой пряник)
- 2005 — Dungeon Lords — Грунмейр
- 2005 — Area 51 — Доктор Уинстон Крэй
- 2006 — BloodRayne 2 — Зеркс
- 2006 — Rise of Nations: Rise of Legends — Дож Алессандро Венуччи
- 2006 — The Longest Journey[12] — дух леса
- 2007 — Лилу и её звёздный зверь — Шикоракс
- 2007 — Человек-Паук 3 — Мак Гарган
- 2007 — World of Warcraft: The Burning Crusade — Черносерд Проповедник
- 2008 — World of Warcraft: Wrath of the Lich King — Скади

### Озвучивание аудиокниг
1. «Брызги каскадные» — сборник стихов поэта Серебряного века Петра Евдошенко (фонд Первопечатника Ивана Федорова, 2007)[13][14]
2. «Мастер и Маргарита» (издательство ООО «Аудиокнига»)

## Публикации
- Стеблов, Евгений Юрьевич // Против кого дружите? / Актёрские истории / издательство «Феникс», 2010 — ISBN 978-5-222-17083-0
- Ануфриева, Алла. Виктор Зозулин // Театр имени Евг. Вахтангова / Ред.-составитель Б. М. Поюровский. М.: Центрполиграф, 2001. С.96—109, фото. («Звёзды московской сцены») — ISBN 5-227-01251-2